# Hada sultana
Hada sultana là một loài bướm đêm trong họ Noctuidae.